# Michel Cullin
Michel Cullin (Paris, 17 de setembro de 1944 - 3 de março de 2020) foi "Maître de conférence" da Universidade de Nice e diretor do departamento das relações entre a França e a Áustria da Academia Diplomática de Viena. 

## Vida
Michel Cullin estudou ciência política e Germanística entre 1962 e 1965 em Paris. Foi „Assistant de français“ de 1965 a 1967 no Theresianum em Viena (escola da educação secundária) e „Lecteur de français“ de 1967 a 1969 na universidade de Viena. Durante os anos seguinte Michel Cullin trabalhou na universidade de Orléans, fez o seu doutoramento em “études allemandes contemporaines” (1977) e tornou-se correspondente do ORF (televisão pública austríaca) e diretor do “club franco-allemand” em Orléans. Nos anos 80 Cullin assumiu nova posição, sendo nomeado diretor do instituto francês em Viena e professor visitante na universidade. A seguir a isso dou aulas nas universidades de Heidelberg, Leipzig e Jena e em 1991 foi nomeado diplomata e trabalhou na embaixada francesa em Berlim dedicando-se a colaboração de escolas superior. Em 2004 voltou para Nice.
Michel Cullin não é só conhecido pelos seus trabalhos como jornalista, investigador e docente, mas também pelo seu empenho político. Desde 2008 represente a França junto com Beate Klarsfeld no “International Council” (concelho internacional) da Associação de Serviços Alternativos no Estrangeiro apoiando o Serviço Austríaco da Memória do Holocausto e museus judaicos no mundo inteiro.
Michel Cullin recebeu uma grande dedicação pelo estado austríaco pelo seu empenho cultural e científico.

## Obras
- Der Weg zum österreichischen Staatsvertrag. Paris 1966, A.C.A.A („O caminho ao Contrato do Estado Austríaco“)
- L’Autriche contemporaine (junto com Felix Kreissler). Paris 1972, A.Colin
- Les théories de la nation autrichienne. Paris 1977, A.C.A.A.
- Education civique et formation politique dans les échanges franco-allemands (junto com Hans Nicklas). Paris/Bad Honnef 1980, DFJW
- Ein Gallier in Danubien: Erfahrungen eines Zwangsarbeiters unter dem NS-Regime (junto com Robert Quintilla), 2006 ("Um Gaulês em Danubia: Experiencias dum Trabalhador Forçado sob o Regime Nazista“)
- Douce France? Musiciens en Exil en France 1933-1945 (junto com Driessen-Gruber). Viena/Böhlau, 2008